# کورت هاوربک
کورت هاوربک (آلمانی: Kurt Haverbeck; ۲۲ فوریهٔ ۱۸۹۹ – ۱۶ مارس ۱۹۸۸) بازیکن هاکی روی چمن اهل آلمان بود.